# Maurice Bladel
Maurice Bladel (Amberes, 12 de febrero de 1886-Saint-Josse-ten-Noode, 14 de febrero de 1968) fue un escritor belga. Asimismo, consiguió la medalla de bronce en los Juegos Olímpcios de Amberes 1920, en la disciplina de literatura, englobada en las competiciones artísticas.

## Juegos Olímpicos
| Medalla de bronce | Literatura |